# Молекулярна людина

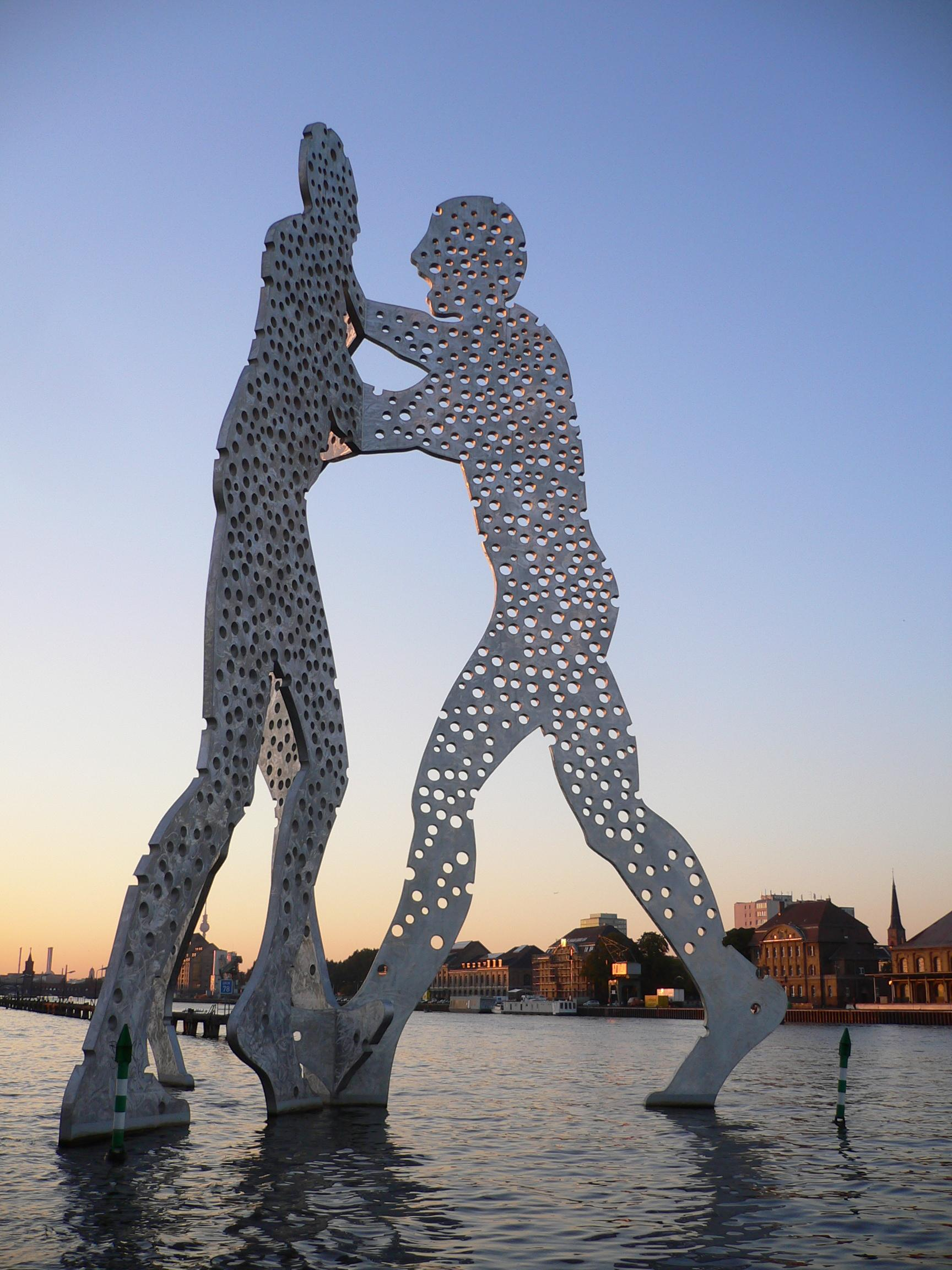
Molecule Man

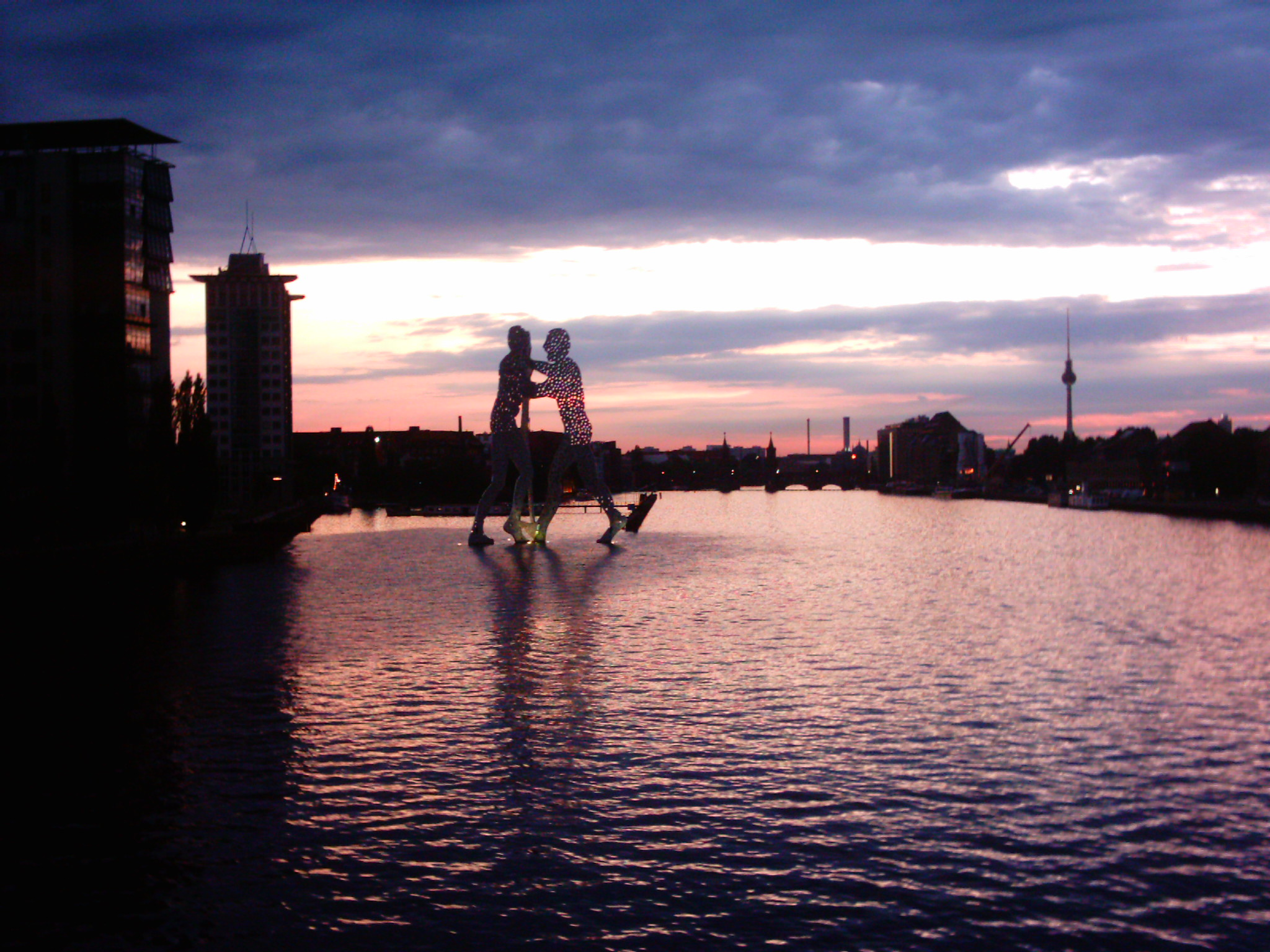
Захід сонця на тлі берлінської телевежі

Molecule Man (Молекулярна людина) — витвір  монументального мистецтва, зведено в Берліні в травні 1999 року американським скульптором  Джонатаном Борофскі на річці Шпреє поблизу моста Ельзенбрюкке на кордоні округів на Фрідріхсхайн-Кройцберг і Трептов-Кепенік.
Скульптура являє собою композицію з трьох людських силуетів з  алюмінію висотою в 30 м, що стоять один проти одного і символізують собою єднання трьох реорганізованих у 2001 р. округів Кройцберг, Трептов і Фрідріхсхайн. Скульптура важить 45 тонн.
Тіла трьох фігур пронизують круглі отвори, це має означати, що людина складається з  молекул. За висловом художника, це повинно нагадувати про те, що «і людина, і молекула існують в світі ймовірностей, а метою всіх творчих і духовних традицій є пошук в світі цілісності і єдності».
Скульптуру видно з моста Обербаумбрюкке. Спонсором виступила компанія  «Allianz SE», штаб-квартира якої знаходиться поблизу Treptowers.

## Ресурси Інтернету
- Вікісховище має мультимедійні дані за темою:  Molecule Man
- Molecule Man на сайті Джонатана Борофскі [Архівовано 4 жовтня 2011 у Wayback Machine.]

landmark_region: DE 52°29′49″ пн. ш. 13°27′32″ сх. д. / 52.49694° пн. ш. 13.45889° сх. д.